# Серафим (Павловский)
Архимандрит Серафим (в миру Северьян Никандрович Павловский; 6 [18] сентября 1869, Ежово, Петриковская волость, Царевококшайский уезд, Казанская губерния — 8 декабря 1937, Звенигово, Марийская АССР) — священнослужитель Русской православной церкви, архимандрит.

## Биография
Родился 6 (18) сентября 1869 года в Ежово, в Петриковской волости Царевококшайского уезда Казанской губернии в крестьянской семье. Окончил сельское училище. Был прихожанином Мироносицкого мужского монастыря, пользовался доверием братии обители: в сохранившихся документах монастыря есть упоминания о том, что Северьян Никандрович по благословению
настоятелей получал для обители почту.

### Начало монашеского пути
В 1905 году поступил послушником в Камско-Берёзовский Богородицкий черемисский миссионерский монастырь, где 21 ноября 1909 года был пострижен в монашество с именем Серафим, 30 мая 1910-го рукоположен во иеродиакона, 31 мая того же года епископом Уфимским и Мензелинским Нафанаилом (Троицким) — во иеромонаха.
В 1913 году указом Казанской Духовной консистории был переведен в Свияжский Свято-Успенский мужской монастырь, где проживал до начала 1920-х годов, в 1914 году епископом Сарапульским Амвросием (Гудко) был награжден набедренником.
С началом гражданской войны насельники обители по мобилизации властей настилали мосты, ровняли дороги, хоронили убитых. В этот период имелся кадровый недостаток священников из-за того, что вместе с отступившими из Казани белочехами ушли митрополит Казанский Иаков (Пятницкий) и около 60 священнослужителей. В связи с этим по указу Казанской Духовной консистории на приходы были направлены священноиноки монашеских обителей, в том числе и из Свято-Успенского Свияжского мужского монастыря, следствием чего в 1918—1921 годах иеромонах Серафим (Павловский) совершал богослужения в Никольской церкви села Красная Горка.

### Первый арест
В феврале 1921 года по благословению настоятеля Свято-Успенского монастыря он совершал крестный ход с иконой святителя Германа Казанского по селам и деревням Казанской епархии. 27 февраля 1921 года по приглашению верующих иеромонах Серафим прибыл в село Богородское (Шиньша) Краснококшайского кантона Марийской автономной области. По окончании Литургии в местном храме в честь Казанской иконы Божией Матери батюшка был приглашен в волостной исполком, где его задержали и предложили не покидать Шиньшинскую волость до получения распоряжения относительно него из Марийского ревкома. Верующие в количестве 100—120 человек потребовали от местных властей оставить священнослужителя в покое, но по прибытии вооруженного отряда вынуждены были разойтись. Ходатайство крестьян в поддержку иеромонаха Серафима было признано незаконным и «заслуживающим рассмотрения с привлечением всех виновных к строгой ответственности». Отчет о событиях в срочном порядке был направлен в Краснококшайск. 4 мая 1921 года отец Серафим был арестован в Свияжске, 14 июня коллегией Марийской областной ЧК приговорен к расстрелу с конфискацией имущества, который затем заменили на 5 лет исправительно-трудовых работ. Батюшка переносил выпавшие на его долю невзгоды тяжело, в заключении заболел.

20 октября 1921 года сестра отца Серафима Иустина Никандровна, проживавшая в селе Ежово, направила председателю Марийского областного ревтрибунала следующее заявление:
«Мой родной брат иеромонах Серафим арестован ЧК … и сейчас находится на излечении в Краснококшайской народной больнице. Мой брат сильно ослаб и надежды на выздоровление мало. … Прошу Вас, т. Председатель, принять меры к скорейшему окончанию следствия о моем брате и назначении о нем суда, а также оказать содействие к освобождению его из-под стражи как человека больного». 
22 февраля 1922 года по решению Президиума ВЧК иеромонах Серафим (Павловский) был освобожден и вскоре перебрался в Москву.

### Служение в Москве
В 1923 году служил в церкви святителя Николая Чудотворца на Покровке. Святейшим патриархом Тихоном был награжден наперсным крестом.
В 1927 году служил в церкви Грузинской иконы Божией Матери на Яузе, в начале того же года епископом Чебоксарским Афанасием (Малининым) был представлен к сану архимандрита и 29 января 1927 года в храме Богоявленского угличского женского монастыря архиепископом Серафимом (Самойловичем), иеромонах Серафим (Павловский) был возведен в сан игумена, а на следующий день в Спасо-Преображенском соборе Углича митрополитом Сергием (Страгородским) — в сан архимандрита. После этого был приписан к московскому Свято-Данилову монастырю и проживал в данной обители около 4 лет.

### Второй арест
В начале 1931 года архимандрит Серафим (Павловский) был арестован вновь, а 1 марта выслан из Москвы в Пинежский район Архангельской области на 3 года. В 1933 году батюшка подал заявление в общественную организацию помощи политическим заключенным, возглавляемую супругой писателя Максима Горького — Екатериной Павловной Пешковой, с просьбой о досрочном освобождении из ссылки по старости и болезни, и получил следующий ответ:
«В ответ на Ваше обращение сообщаю, что для ходатайства о досрочном освобождении по старости и болезни и разрешении проживать вместе с сестрой в Марийской области Вы можете прислать нам не длинное мотивированное заявление на имя ОГПУ с указанием времени и места ареста и приговора по делу. К заявлению приложите ходатайство односельчан».
Архимандрита Серафима (Павловского) освободили, в следственном деле сохранилась справка от 14 февраля 1934 года, в которой указано: 
«Павловскому С. Н. разрешено проживать в деревне Ежово Йошкар-Олинского района Маробласти с обязательством явки в Мароботдел 28 февраля 1934 года».

### Возвращение в Марийский край
В начале 1934 года архимандрит Серафим вернулся на родину и поселился в селе Ежово в доме сестры. До начала 1937 года постоянного места служения архимандрит Серафим, по-видимому, не имел. В следственном деле сохранилось письмо епископа Марийского Авраамия (Чурилина) от 21 апреля 1935 года, адресованное отцу Серафиму, в котором говорится:
«Убедительно прошу Ваше Высокопреподобие принять на себя труды временно послужить вместо болящего протоиерея Александра Альпидовского в церкви села Нурмы Йошкар-Ола района и тем доставить великое утешение верующим прихожанам в наступившие Великие дни Страстной недели и Святой Пасхи. Божие благословение буди с Вами! Богомолец Ваш, епископ Марийский Авраамий». 
Как долго служил архимандрит Серафим в церкви Казанской иконы Божией Матери села Нурма, точно неизвестно, но в конце 1936 года он вновь проживал в селе Ежово.

21 декабря 1936 года епископ Марийский Варлаам (Козуля) издал указ следующего содержания: 
«Архимандриту Серафиму (Северьяну Никандровичу) Павловскому. По просьбе церковно-приходского совета благословляется Вам занять священническое место с. Кужмари Звениговского района и после регистрации в гражданских учреждениях вступить в исполнение пастырских обязанностей по церкви и приходу»,
и направил отцу Серафиму письмо:
«Дорогой отец Серафим!
Предлагаю Вам занять священническое место в с Кужмары Звениговского района, от ст. Шолонгер в 14 километрах. Приход очень хороший, прихожане все марийцы, к церкви очень прилежные. Там священник умер еще в начале ноября, прихожане жаждут священника и с нетерпением ждут его, и я боюсь, как бы не захватили приход не православные батюшки, грех будет.
Поэтому прошу, приходите ко мне завтра, захватив с собою все нужное и необходимое, а также паспорт и справки из сельсовета, что за вами нет никаких налогов. Здесь получите бумагу и поедете в Кужмари, думаю, что и Вы будете довольны, и я буду доволен, что удовлетворю просьбу прихожан ввиду наступающих Рождественских праздников.
Мне передали, что Вы желаете оставаться дома до переписи. Это долго ждать и перепись не помешает ни в чем, где бы Вы ни были в этот момент. Итак, жду Вас, приезжайте.
Бог благословит!
Отказываться нельзя, послужите некоторое время, поступите, как захотите.
С любовью к Вам, Еп. Варлаам».
Отец Серафим исполнил послушание владыки и 2 января 1937 года он был зарегистрирован в Звениговском райисполкоме в качестве священника Вознесенской церкви прихода села Кужмара (Помьялы) и получил разрешение на совершение богослужений.

В условиях гонений за веру отец Серафим призывал прихожан не отходить от Бога и Его Церкви, за назиданием и утешением в Кужмару приходили верующие из Красного Яра, Кожла-Солы, Помар, Сидельниково, других сел и деревень. Отец Серафим провидел свою судьбу, не раз говорил прихожанам о предстоящем своем аресте. Стремлением спасти батюшку от расправы объяснялось ходатайство совета кужмаринской церкви от 9 ноября 1937 года, в котором говорилось:
«Просим оставить нам для исправления треб и служения в нашей церкви Павловского … считаем, что при его преклонном возрасте и полной беспомощности с одной стороны и политической безвредности с другой было бы вполне возможно оставить его нам под наше попечительство … где он по доброте прихожан будет доживать свои последние годы. Знаем его совершенно безопасным для нашего общества человеком, настоящим ходатайствуем оставить его в нашей деревне»,
которое не было принято властями во внимание.

### Третий арест и мученическая кончина
Архимандрит Серафим (Павловский) был арестован Звениговским райотделом НКВД 29 ноября 1937 года по ложному обвинению в активной контрреволюционной деятельности, направленной против мероприятий партии и правительства в деревне (статья 58-10, ч.1 УК РСФСР). На единственном допросе 29 ноября 1937 года виновным себя батюшка не признал.
На заседании тройки НКВД по МАССР 7 декабря 1937 года он был приговорен к расстрелу.
Приговор приведен в исполнение 8 декабря в 20 часов вечера.